# Siler semiglaucus
Siler semiglaucus là một loài nhện trong họ Salticidae.
Loài này thuộc chi Siler. Siler semiglaucus được Eugène Simon miêu tả năm 1901.

## Hình ảnh

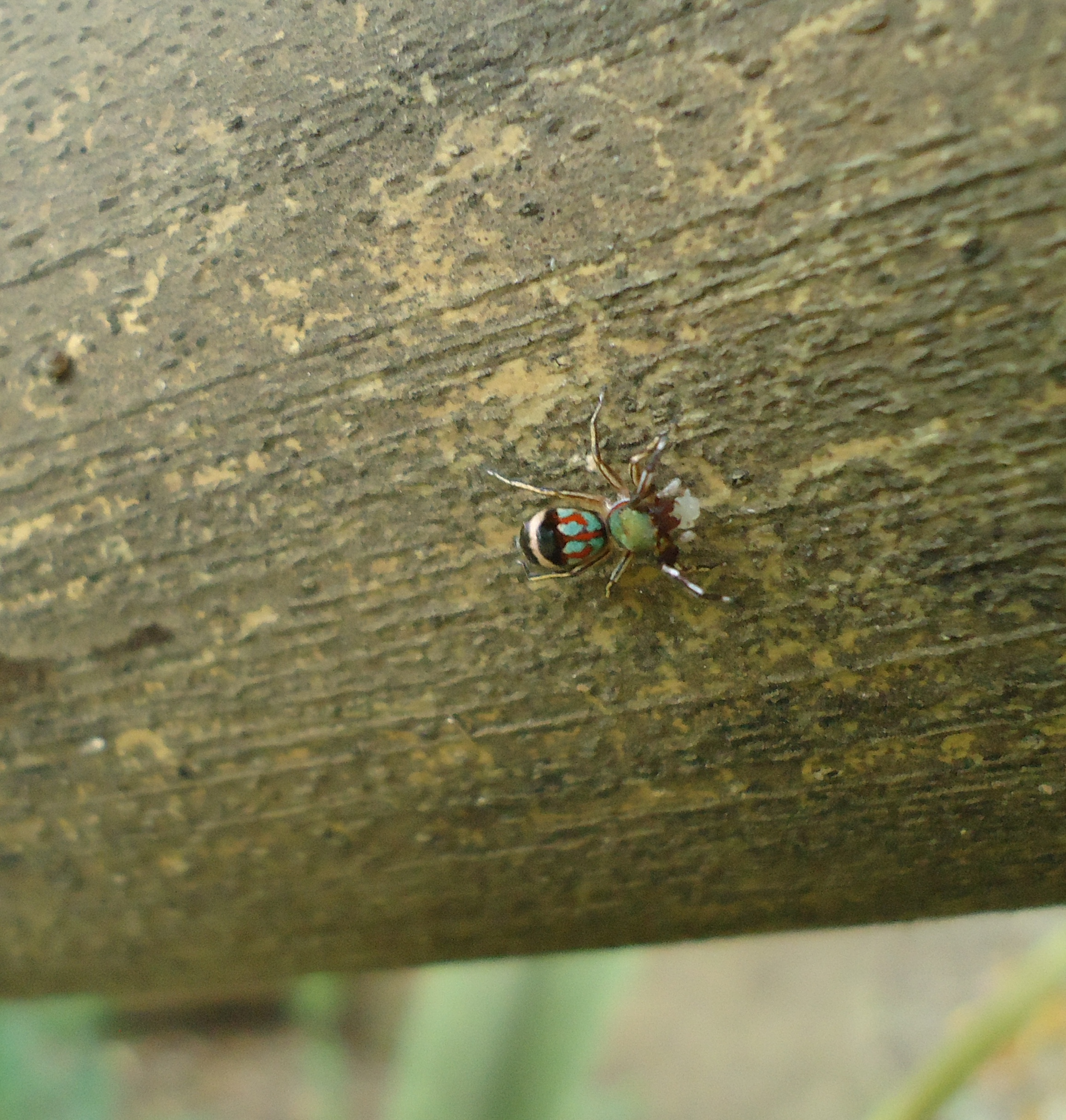
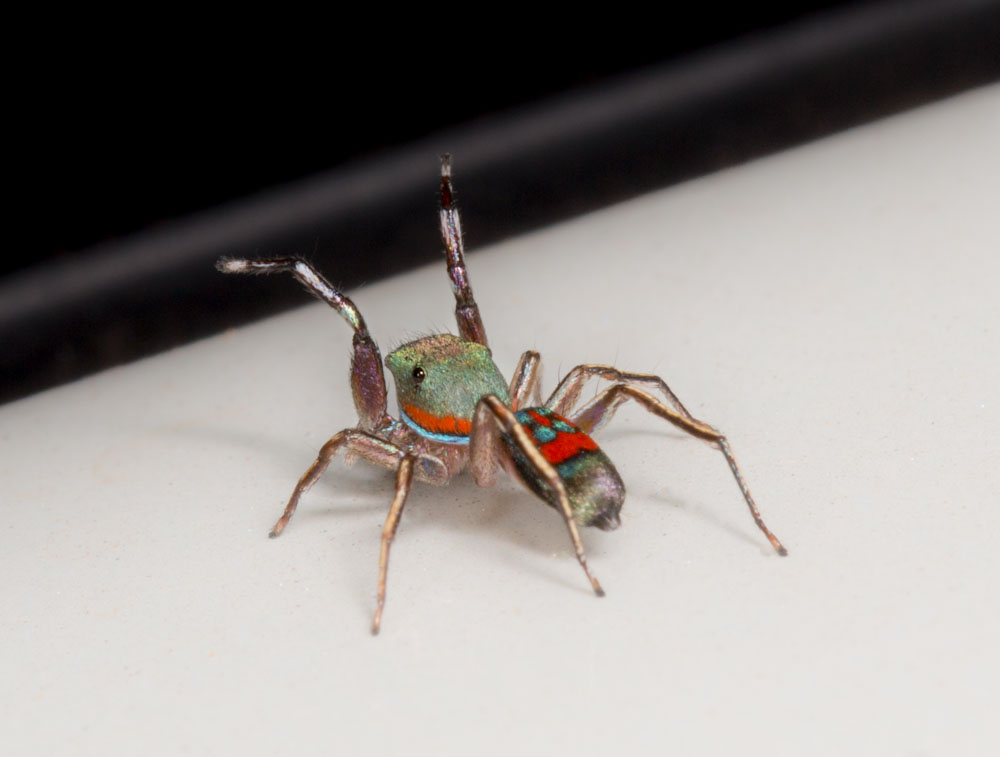